# Dubravica (miasto Čapljina)
Dubravica – wieś w Bośni i Hercegowinie, w Federacji Bośni i Hercegowiny, w kantonie hercegowińsko-neretwiańskim, w mieście Čapljina. W 2013 roku pozostawała niezamieszkana.